# جون د. كابوتو
جون د. كابوتو (بالإنجليزية: John D. Caputo)‏ هو عالم عقيدة وفيلسوف أمريكي، ولد في 26 أكتوبر 1940 في فيلادلفيا في الولايات المتحدة.